# Chaméanit
Chaméanit (IMA-Symbol Céa) ist ein sehr selten vorkommendes Mineral aus der Mineralklasse der „Sulfide und Sulfosalze“ mit der chemischen Zusammensetzung (Cu,Fe)16As4Se16 und damit chemisch gesehen ein Kupfer-Eisen-Arsen-Selenid. Als enge Verwandte der Sulfide werden die Selenide in dieselbe Klasse eingeordnet. Die in den runden Klammern angegebenen Elemente Kupfer und Eisen können sich in der Formel jeweils gegenseitig vertreten (Substitution, Diadochie), stehen jedoch immer im selben Mengenverhältnis zu den anderen Bestandteilen des Minerals. Da auch das Selen teilweise durch Schwefel ersetzt sein kann, wird die Formel in neueren Quellen mit (Cu,Fe)4As(Se,S)4 angegeben.
Chaméanit kristallisiert im kubischen Kristallsystem, konnte bisher aber nur in Form unregelmäßiger Körner bis etwa 30 Mikrometer Größe mit einem metallischen Glanz auf den Oberflächen gefunden werden. Das Mineral ist undurchsichtig und von dunkelgrauer bis grauschwarzer Farbe. Auch die Strichfarbe von Chaméanit ist dunkelgrau.

## Etymologie und Geschichte
Erstmals entdeckt wurde Chaméanit zusammen mit Geffroyit und Giraudit in der Uran-Lagerstätte Chaméane im Département Puy-de-Dôme in der französischen Region Auvergne. Die Analyse und Erstbeschreibung erfolgte durch Z. Johan, P. Picot und F. Ruhlmann, die das Mineral nach dessen Typlokalität benannten.
Das Mineralogenteam sandte seine Untersuchungsergebnisse und den gewählten Namen 1980 zur Prüfung an die International Mineralogical Association (interne Eingangs-Nr. der IMA: 1980-088), die den Chaméanit als eigenständige Mineralart anerkannte. Die Publikation der Erstbeschreibung erfolgte zwei Jahre später im Fachmagazin Tschermaks Mineralogische und Petrographische Mitteilungen.

## Klassifikation
Da der Chaméanit erst 1980 als eigenständiges Mineral anerkannt wurde, ist er in der seit 1977 veralteten 8. Auflage der Mineralsystematik nach Strunz noch nicht verzeichnet.
Im zuletzt 2018 überarbeiteten und aktualisierten Lapis-Mineralienverzeichnis nach Stefan Weiß, das sich aus Rücksicht auf private Sammler und institutionelle Sammlungen noch nach dieser alten Form der Systematik von Karl Hugo Strunz richtet, erhielt das Mineral die System- und Mineral-Nr. II/C.11-080. In der „Lapis-Systematik“ entspricht dies der Klasse der „Sulfide und Sulfosalze“ und dort der Abteilung „Sulfide mit dem Stoffmengenverhältnis Metall : S,Se,Te ≈ 1 : 1“, wo Chaméanit zusammen mit Argentotennantit-(Zn), Argentotetraedrit, Freibergit, Giraudit-(Zn), Goldfieldit, Hakit-(Hg), Mgriit, Tennantit und Tetraedrit sowie dem inzwischen diskreditierten Annivit die „Tetraedritgruppe“ mit der System-Nr. II/C.11 bildet.
Die von der IMA zuletzt 2009 aktualisierte 9. Auflage der Strunz’schen Mineralsystematik ordnet den Chaméanit dagegen in die Abteilung der „unklassifizierten Sulfosalze“ ein. Diese ist weiter unterteilt nach der möglichen Anwesenheit von Blei (Pb) in der Verbindung, so dass das Mineral entsprechend seiner Zusammensetzung in der Unterabteilung „ohne Pb“ zu finden ist, wo es als einziges Mitglied die unbenannte Gruppe 2.LA.35 bildet.
Auch die vorwiegend im englischen Sprachraum gebräuchliche Systematik der Minerale nach Dana ordnet den Chaméanit in die Abteilung der „Sulfosalze“ ein. Hier ist er als einziges Mitglied in der unbenannten Gruppe 03.02.08 innerhalb der Unterabteilung „Sulfosalze mit dem Verhältnis z/y = 4 und der Zusammensetzung (A+)i(A2+)j[ByCz], A = Metalle, B = Halbmetalle, C = Nichtmetalle“ zu finden.

## Kristallstruktur
Chaméanit kristallisiert kubisch in der Raumgruppe I43m (Raumgruppen-Nr. 217) mit dem Gitterparameter a = 11,04 Å sowie zwei Formeleinheiten pro Elementarzelle.

## Bildung und Fundorte
Chaméanit bildet sich durch hydrothermale Vorgänge in Granit oder selenhaltigen polymetallischen Lagerstätten. Als Begleitminerale können unter anderem Ankerit, Bukovit, Cadmoselit, Eskebornit, Geffroyit, Giraudit, Hakit und Umangit auftreten.
Neben seiner Typlokalität Chaméane in Frankreich sind bisher nur noch die Tumiñico Mine nahe Villa Castelli (Sierra de Cacho) der argentinischen Provinz La Rioja sowie die Uran-Mine Nr. 16 bei Háje u Příbramě (Zentralböhmen), ein Uran-Vorkommen bei Ústaleč nahe Nalžovské Hory (Pilsner Region) und die Uranlagerstätte Předbořice in der Gemeinde Kovářov (Südböhmen) in Tschechien als Fundorte für Chaméanit bekannt (Stand 2013).